# The Sun and the Moon
The Sun and the Moon è il secondo album in studio del gruppo musicale rock statunitense The Bravery, pubblicato nel 2007.

## Tracce
1. Intro – 0:28
2. Believe – 3:46
3. This Is Not the End – 3:59
4. Every Word Is a Knife in My Ear – 3:35
5. Bad Sun – 4:02
6. Time Won't Let Me Go – 4:11
7. Tragedy Bound – 2:22
8. Fistful of Sand – 3:10
9. Angelina – 3:11
10. Split Me Wide Open – 3:38
11. Above and Below – 3:30
12. The Ocean – 3:40

## Formazione
- Sam Endicott - voce, chitarra
- Michael Zakarin - chitarra, cori
- John Conway - tastiere, cori
- Mike Hindert - basso, cori
- Anthony Burulcich - batteria, cori